# Copa Polla Gol 1985
La Copa Chile-Polla Gol 1985 fue la 15.ª versión del clásico torneo de copa entre clubes de Chile. Participaron en forma conjunta todos los clubes que competían en esos años en la Primera División y en la Segunda División (actual Primera B). 
Fue dirigido por la Asociación Central de Fútbol y se disputó como un campeonato de apertura al torneo nacional. Finalizó el 8 de mayo de 1985, coronándose campeón Colo-Colo, que ganó 1–0 a Palestino en el partido definitorio jugado por el título.
Los 40 equipos en la primera fase jugaron en un formato consistente en cinco grupos conformados con ocho equipos cada uno. Participaba en calidad de equipo invitado Osorno, en reemplazo de Súper Lo Miranda, que solicitó no ser considerado al igual que Santiago Morning, recién ascendido a la Segunda División, Primera B.  
Al sistema de puntuación fue el normal: dos puntos al equipo vencedor, un punto a cada equipo en el empate y sin puntos para el equipo perdedor; se establece que el equipo vencedor que convierte 4 o más goles obtiene la bonificación de un 1 punto extra y los empates sin goles convertidos (marcador en blanco) se castigan sin puntaje.  
Al término de dos ruedas de competencia, los equipos posicionados en el primer lugar de cada grupo acceden a los cuartos de final, junto con el equipo que se clasifique segundo en el Grupo Tres, y los dos mejores equipos clasificados en segundo lugar de entre los Grupos Uno, Dos, Cuatro y Cinco. En las siguientes etapas: cuartos de final, semifinal y final, se definirán en partidos únicos; si el resultado fuese empate al término de los 90 minutos, se define jugando dos suplementarios de 15 minutos cada uno, y de persistir el resultado se define con lanzamientos penales.

## Primera fase
Pos = Posición; PJ = Partidos jugados; PG = Partidos ganados; PE = Partidos empatados; PP = Partidos perdidos; GF = Goles a favor; GC = Goles en contra; Dif = Diferencia de gol; P Bon = Puntos bonificación; E S/Pt = Empates sin puntos; Pts = Puntos

### Grupo 1
| Pos | Equipo               | PJ | PG | PE | PP | GF | GC | Dif | P Bon | E S/Pt | Pts |
| --- | -------------------- | -- | -- | -- | -- | -- | -- | --- | ----- | ------ | --- |
| 1   | Cobreloa             | 14 | 9  | 4  | 1  | 24 | 7  | 17  | 2     | 2      | 26  |
| 2   | Cobresal             | 14 | 8  | 3  | 3  | 22 | 10 | 12  | 2     | 0      | 21  |
| 3   | Regional Atacama     | 14 | 6  | 4  | 4  | 21 | 11 | 10  | 2     | 2      | 20  |
| 4   | Deportes Iquique     | 14 | 4  | 5  | 5  | 9  | 15 | -6  | 0     | 3      | 16  |
| 5   | Coquimbo Unido       | 14 | 2  | 7  | 5  | 13 | 17 | -4  | 0     | 2      | 13  |
| 6   | Deportes Arica       | 14 | 4  | 4  | 6  | 11 | 20 | -9  | 0     | 1      | 13  |
| 7   | Deportes Antofagasta | 14 | 4  | 1  | 9  | 14 | 23 | -9  | 1     | 1      | 11  |
| 8   | Deportes La Serena   | 14 | 3  | 4  | 7  | 11 | 22 | -11 | 0     | 1      | 11  |

### Grupo 2
| Pos | Equipo             | PJ | PG | PE | PP | GF | GC | Dif | P Bon | E S/Pt | Pts |
| --- | ------------------ | -- | -- | -- | -- | -- | -- | --- | ----- | ------ | --- |
| 1   | Deportes Ovalle    | 14 | 6  | 4  | 4  | 15 | 13 | 2   | 1     | 1      | 18  |
| 2   | Everton            | 14 | 6  | 4  | 4  | 14 | 15 | -1  | 1     | 1      | 18  |
| 3   | Trasandino         | 14 | 6  | 4  | 4  | 18 | 22 | -4  | 1     | 1      | 18  |
| 4   | Santiago Wanderers | 14 | 5  | 5  | 4  | 15 | 14 | 1   | 0     | 1      | 16  |
| 5   | San Luis           | 14 | 5  | 3  | 6  | 21 | 15 | 6   | 2     | 0      | 15  |
| 6   | Unión San Felipe   | 14 | 4  | 6  | 4  | 14 | 16 | -2  | 0     | 1      | 15  |
| 7   | Unión La Calera    | 14 | 3  | 4  | 7  | 21 | 18 | 3   | 1     | 1      | 12  |
| 8   | Quintero Unido     | 14 | 4  | 4  | 6  | 14 | 19 | -5  | 0     | 0      | 12  |

### Grupo 3
| Pos | Equipo               | PJ | PG | PE | PP | GF | GC | Dif | P Bon | E S/Pt | Pts |
| --- | -------------------- | -- | -- | -- | -- | -- | -- | --- | ----- | ------ | --- |
| 1   | Colo Colo            | 14 | 9  | 3  | 2  | 32 | 15 | 17  | 3     | 0      | 24  |
| 2   | Palestino            | 14 | 8  | 1  | 5  | 31 | 26 | 5   | 1     | 0      | 18  |
| 3   | Universidad de Chile | 14 | 5  | 5  | 4  | 23 | 20 | 3   | 2     | 0      | 17  |
| 4   | Unión Española       | 14 | 5  | 5  | 4  | 23 | 17 | 6   | 1     | 0      | 16  |
| 5   | Universidad Católica | 14 | 7  | 0  | 7  | 24 | 23 | 1   | 0     | 0      | 14  |
| 6   | Magallanes           | 14 | 4  | 4  | 6  | 24 | 30 | -6  | 0     | 0      | 12  |
| 7   | Audax Italiano       | 14 | 3  | 4  | 7  | 17 | 25 | -8  | 0     | 0      | 10  |
| 8   | O'Higgins            | 14 | 4  | 0  | 10 | 11 | 29 | -18 | 1     | 0      | 9   |

### Grupo 4
| Pos | Equipo              | PJ | PG | PE | PP | GF | GC | Dif | P Bon | E S/Pt | Pts |
| --- | ------------------- | -- | -- | -- | -- | -- | -- | --- | ----- | ------ | --- |
| 1   | Fernández Vial      | 14 | 8  | 5  | 1  | 25 | 11 | 14  | 1     | 0      | 22  |
| 2   | Huachipato          | 14 | 7  | 3  | 4  | 27 | 16 | 11  | 3     | 1      | 21  |
| 2   | Naval               | 14 | 6  | 6  | 2  | 18 | 14 | 4   | 1     | 1      | 20  |
| 4   | Rangers             | 14 | 6  | 2  | 6  | 27 | 21 | 6   | 2     | 1      | 17  |
| 5   | Deportes Concepción | 14 | 6  | 4  | 4  | 14 | 13 | 1   | 0     | 1      | 17  |
| 6   | Curicó Unido        | 14 | 5  | 4  | 5  | 28 | 21 | 7   | 1     | 1      | 16  |
| 7   | Deportes Santa Cruz | 14 | 4  | 4  | 6  | 20 | 25 | -5  | 1     | 0      | 13  |
| 8   | Deportes Linares    | 14 | 0  | 0  | 14 | 13 | 51 | -38 | 0     | 0      | 0   |

### Grupo 5
| Pos | Equipo                | PJ | PG | PE | PP | GF | GC | Dif | P Bon | E S/Pt | Pts |
| --- | --------------------- | -- | -- | -- | -- | -- | -- | --- | ----- | ------ | --- |
| 1   | Malleco Unido         | 14 | 9  | 3  | 2  | 21 | 16 | 5   | 0     | 1      | 22  |
| 2   | Deportes Valdivia     | 14 | 6  | 6  | 2  | 20 | 12 | 8   | 1     | 2      | 21  |
| 3   | Deportes Puerto Montt | 14 | 6  | 3  | 5  | 21 | 10 | 11  | 2     | 1      | 18  |
| 4   | Deportes Victoria     | 14 | 6  | 3  | 5  | 23 | 19 | 4   | 2     | 1      | 18  |
| 5   | Lota Schwager         | 14 | 4  | 4  | 6  | 13 | 16 | -3  | 0     | 1      | 13  |
| 6   | Iberia                | 14 | 4  | 3  | 7  | 17 | 20 | -3  | 0     | 0      | 11  |
| 7   | Provincial Osorno     | 14 | 3  | 4  | 7  | 13 | 21 | -8  | 0     | 1      | 11  |
| 8   | Green Cross-Cautín    | 14 | 4  | 2  | 8  | 15 | 29 | -14 | 0     | 1      | 11  |

|  | Clasificados a cuartos de final |

## Fase final

### Cuadro de desarrollo
|  | Cuartos de final         | Cuartos de final          |                              |   | Semifinales | Semifinales |  |  | Final | Final |
|  |                          |                           |                              |   |             |             |  |  |       |       |
|  | 27 abril 1985 - Regional |                           |                              |   |             |             |  |  |       |       |
|  |                          |                           |                              |   |             |             |  |  |       |       |
|  | Huachipato               | 1                         |                              |   |             |             |  |  |       |       |
|  | Huachipato               | 1                         | 5 de mayo 1985 - Nacional    |   |             |             |  |  |       |       |
|  | Malleco Unido            | 0                         |                              |   |             |             |  |  |       |       |
|  | Malleco Unido            | 0                         | Palestino                    | 1 |             |             |  |  |       |       |
|  | 28 abril 1985 - Nacional |                           | Palestino                    | 1 |             |             |  |  |       |       |
|  |                          | Huachipato                | 0                            |   |             |             |  |  |       |       |
|  | Palestino                | Huachipato                | 0                            | 2 |             |             |  |  |       |       |
|  | Palestino                |                           | 8 de mayo 1985 - Santa Laura | 2 |             |             |  |  |       |       |
|  | Cobreloa                 | 1                         |                              |   |             |             |  |  |       |       |
|  | Cobreloa                 | 1                         | Colo-Colo                    | 1 |             |             |  |  |       |       |
|  | 27 abril 1985 - Regional |                           | Colo-Colo                    | 1 |             |             |  |  |       |       |
|  |                          | Palestino                 | 0                            |   |             |             |  |  |       |       |
|  | Fernández Vial           | Palestino                 | 0                            | 0 |             |             |  |  |       |       |
|  | Fernández Vial           | 5 de mayo 1985 - Nacional |                              | 0 |             |             |  |  |       |       |
|  | Deportes Ovalle          | 4                         |                              |   |             |             |  |  |       |       |
|  | Deportes Ovalle          | 4                         | Colo-Colo                    | 4 |             |             |  |  |       |       |
|  | 28 abril 1985 - Nacional |                           | Colo-Colo                    | 4 |             |             |  |  |       |       |
|  |                          | Deportes Ovalle           | 0                            |   |             |             |  |  |       |       |
|  | Colo-Colo                | Deportes Ovalle           | 0                            | 3 |             |             |  |  |       |       |
|  | Colo-Colo                |                           |                              | 3 |             |             |  |  |       |       |
|  | Cobresal                 | 1                         |                              |   |             |             |  |  |       |       |
|  | Cobresal                 | 1                         |                              |   |             |             |  |  |       |       |

### Cuartos de final
| 27 de abril de 1985 | Huachipato     | 1:0 | Malleco Unido | Estadio Regional, Concepción                               |                                                            |
|                     | Luis Araya 42' |     |               | Asistencia: 9.298 espectadores Árbitro(s): Guillermo Budge | Asistencia: 9.298 espectadores Árbitro(s): Guillermo Budge |

| 27 de abril de 1985 | Fernández Vial | 0:4 | Deportes Ovalle                                 | Estadio Regional, Concepción                              |                                                           |
|                     |                |     | Brante 91' · Gana 96' · Osvaldo Gómez 98', 113' | Asistencia: 10.332 espectadores Árbitro(s): Gastón Castro | Asistencia: 10.332 espectadores Árbitro(s): Gastón Castro |

| 28 de abril de 1985 | Palestino                           | 2:1 | Cobreloa         | Estadio Nacional de Santiago, Chile                      |                                                          |
|                     | Julio Osorio 9' · Alfredo Núñez 98' |     | Carlos Rojas 72' | Asistencia: 19.129 espectadores Árbitro(s): Víctor Ojeda | Asistencia: 19.129 espectadores Árbitro(s): Víctor Ojeda |

| 28 de abril de 1985 | Colo-Colo                                   | 3:1 | Cobresal           | Estadio Nacional de Santiago, Chile                       |                                                           |
|                     | Juan Gutiérrez 3', 70' · Víctor Cabrera 48' |     | Sergio Salgado 86' | Asistencia: 19.129 espectadores Árbitro(s): Enrique Marín | Asistencia: 19.129 espectadores Árbitro(s): Enrique Marín |

### Semifinales
| 5 de mayo de 1985 | Palestino         | 1:0 | Huachipato | Estadio Nacional de Santiago, Santiago                 |                                                        |
|                   | Alfredo Núñez 83' |     |            | Asistencia: 10.332 espectadores Árbitro(s): Mario Lira | Asistencia: 10.332 espectadores Árbitro(s): Mario Lira |

| 5 de mayo de 1985 | Colo-Colo                                                                           | 4:0 | Deportes Ovalle | Estadio Nacional de Santiago, Santiago                     |                                                            |
|                   | Víctor Cabrera 52' · Leonel Herrera 56' (pen) · Jaime Vera 64' · Juan Gutiérrez 79' |     |                 | Asistencia: 10.332 espectadores Árbitro(s): Sergio Vásquez | Asistencia: 10.332 espectadores Árbitro(s): Sergio Vásquez |

### Final
| 8 de mayo de 1985 | Colo-Colo             | 1:0     | Palestino | Estadio Santa Laura, Santiago                                 |                                                               |
|                   | Horacio Simaldone 57' | Reporte |           | Asistencia: 11.285 espectadores Árbitro(s): Hernán Silva Arce | Asistencia: 11.285 espectadores Árbitro(s): Hernán Silva Arce |

|       | POR   | Mario Osbén       |     |
|       | DEF   | Lizardo Garrido   |     |
|       | DEF   | Óscar Rojas       |     |
|       | DEF   | Luis Hormazábal   |     |
|       | DEF   | Leonel Herrera    |     |
|       | MED   | Hugo González     |     |
|       | MED   | Jaime Vera        | 81' |
|       | MED   | Cristián Saavedra | 74' |
|       | DEL   | Juan Gutiérrez    |     |
|       | DEL   | Carlos Caszely    |     |
|       | DEL   | Horacio Simaldone |     |
| D. T. | D. T. | Pedro García      |     |

|       | POR   | Manuel Araya          |     |
|       | DEF   | Marco Opazo           |     |
|       | DEF   | Manuel Monilla        |     |
|       | DEF   | Ricardo Toro          |     |
|       | DEF   | Mario Salinas         |     |
|       | MED   | Rodolfo Dubó          |     |
|       | MED   | Víctor Hugo Castañeda |     |
|       | MED   | Wilson Miranda        | 53' |
|       | DEL   | Alfredo Núñez         |     |
|       | DEL   | Cristian Olguin       | 67' |
|       | DEL   | Carlos Aguilar        |     |
| D. T. | D. T. | Gustavo Cortés        |     |

|  | MED | Juan Rojas  | 74' |
|  | DEF | Carlos Soto | 81' |

|  | DEF | Juan Castillo    | 53' |
|  | DEL | Mauricio Ramírez | 67' |

| 57' | Horacio Simaldone |  |

| Principal  | Hernán Silva Arce   |
| Asistentes | Miguel Ángel Luengo |
|            | Segundo Toledo      |

|       | POR   | Mario Osbén       |     |
|       | DEF   | Lizardo Garrido   |     |
|       | DEF   | Óscar Rojas       |     |
|       | DEF   | Luis Hormazábal   |     |
|       | DEF   | Leonel Herrera    |     |
|       | MED   | Hugo González     |     |
|       | MED   | Jaime Vera        | 81' |
|       | MED   | Cristián Saavedra | 74' |
|       | DEL   | Juan Gutiérrez    |     |
|       | DEL   | Carlos Caszely    |     |
|       | DEL   | Horacio Simaldone |     |
| D. T. | D. T. | Pedro García      |     |

|       | POR   | Manuel Araya          |     |
|       | DEF   | Marco Opazo           |     |
|       | DEF   | Manuel Monilla        |     |
|       | DEF   | Ricardo Toro          |     |
|       | DEF   | Mario Salinas         |     |
|       | MED   | Rodolfo Dubó          |     |
|       | MED   | Víctor Hugo Castañeda |     |
|       | MED   | Wilson Miranda        | 53' |
|       | DEL   | Alfredo Núñez         |     |
|       | DEL   | Cristian Olguin       | 67' |
|       | DEL   | Carlos Aguilar        |     |
| D. T. | D. T. | Gustavo Cortés        |     |

|  | MED | Juan Rojas  | 74' |
|  | DEF | Carlos Soto | 81' |

|  | DEF | Juan Castillo    | 53' |
|  | DEL | Mauricio Ramírez | 67' |

| 57' | Horacio Simaldone |  |

| Principal  | Hernán Silva Arce   |
| Asistentes | Miguel Ángel Luengo |
|            | Segundo Toledo      |

|       | POR   | Mario Osbén       |     |
|       | DEF   | Lizardo Garrido   |     |
|       | DEF   | Óscar Rojas       |     |
|       | DEF   | Luis Hormazábal   |     |
|       | DEF   | Leonel Herrera    |     |
|       | MED   | Hugo González     |     |
|       | MED   | Jaime Vera        | 81' |
|       | MED   | Cristián Saavedra | 74' |
|       | DEL   | Juan Gutiérrez    |     |
|       | DEL   | Carlos Caszely    |     |
|       | DEL   | Horacio Simaldone |     |
| D. T. | D. T. | Pedro García      |     |

|       | POR   | Manuel Araya          |     |
|       | DEF   | Marco Opazo           |     |
|       | DEF   | Manuel Monilla        |     |
|       | DEF   | Ricardo Toro          |     |
|       | DEF   | Mario Salinas         |     |
|       | MED   | Rodolfo Dubó          |     |
|       | MED   | Víctor Hugo Castañeda |     |
|       | MED   | Wilson Miranda        | 53' |
|       | DEL   | Alfredo Núñez         |     |
|       | DEL   | Cristian Olguin       | 67' |
|       | DEL   | Carlos Aguilar        |     |
| D. T. | D. T. | Gustavo Cortés        |     |

|  | MED | Juan Rojas  | 74' |
|  | DEF | Carlos Soto | 81' |

|  | DEF | Juan Castillo    | 53' |
|  | DEL | Mauricio Ramírez | 67' |

| 57' | Horacio Simaldone |  |

| Principal  | Hernán Silva Arce   |
| Asistentes | Miguel Ángel Luengo |
|            | Segundo Toledo      |

|       | POR   | Mario Osbén       |     |
|       | DEF   | Lizardo Garrido   |     |
|       | DEF   | Óscar Rojas       |     |
|       | DEF   | Luis Hormazábal   |     |
|       | DEF   | Leonel Herrera    |     |
|       | MED   | Hugo González     |     |
|       | MED   | Jaime Vera        | 81' |
|       | MED   | Cristián Saavedra | 74' |
|       | DEL   | Juan Gutiérrez    |     |
|       | DEL   | Carlos Caszely    |     |
|       | DEL   | Horacio Simaldone |     |
| D. T. | D. T. | Pedro García      |     |

|       | POR   | Manuel Araya          |     |
|       | DEF   | Marco Opazo           |     |
|       | DEF   | Manuel Monilla        |     |
|       | DEF   | Ricardo Toro          |     |
|       | DEF   | Mario Salinas         |     |
|       | MED   | Rodolfo Dubó          |     |
|       | MED   | Víctor Hugo Castañeda |     |
|       | MED   | Wilson Miranda        | 53' |
|       | DEL   | Alfredo Núñez         |     |
|       | DEL   | Cristian Olguin       | 67' |
|       | DEL   | Carlos Aguilar        |     |
| D. T. | D. T. | Gustavo Cortés        |     |

|  | MED | Juan Rojas  | 74' |
|  | DEF | Carlos Soto | 81' |

|  | DEF | Juan Castillo    | 53' |
|  | DEL | Mauricio Ramírez | 67' |

| 57' | Horacio Simaldone |  |

| Principal  | Hernán Silva Arce   |
| Asistentes | Miguel Ángel Luengo |
|            | Segundo Toledo      |

## Campeón
| Chile               |
| Colo-Colo 5º título |
|                     |
| Copa Chile          |